# اسدالله بیات زنجانی

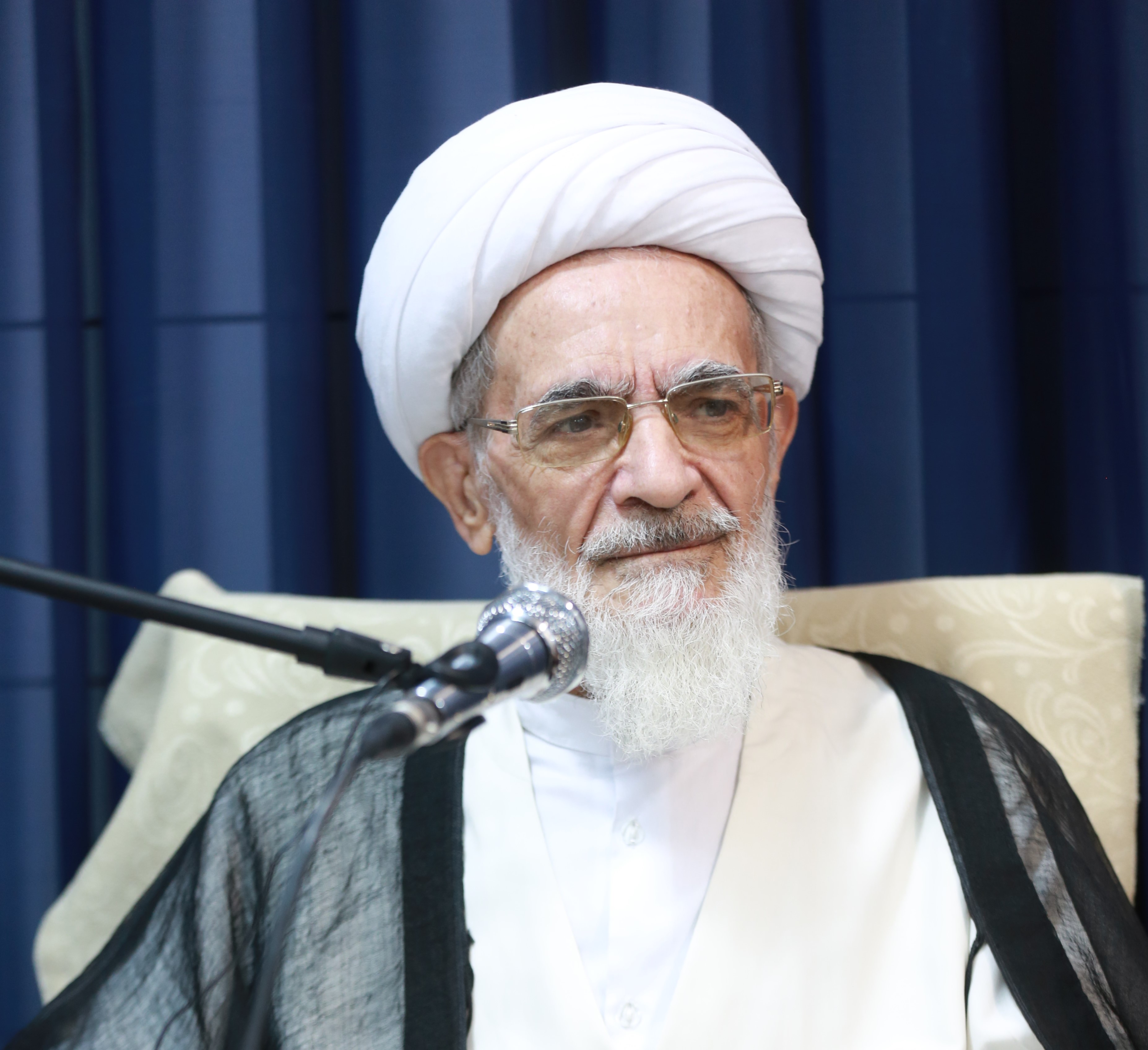
آقای اسدالله بیات زنجانی

اسدالله بیات زنجانی (زادهٔ ۲ دی ۱۳۲۰ در زنجان) مرجع تقلید شیعه و سیاست‌مدار ایرانی است. وی عضو شورای بازنگری قانون اساسی، نماینده و عضو هیئت رئیسه سه دوره اول مجلس شورای اسلامی و نایب رئیس دوره سوم مجلس شورای اسلامی بود. اسدالله بیات سابقه عضویت در شورای مرکزی مجمع روحانیون مبارز، مجمع محققین و مدرسین حوزه علمیه قم و مجمع نمایندگان ادوار مجلس را داشته‌است.
او از روحانیون شیعه است که دارای دیدگاه‌های سیاسی و فقهی مخالف حکومت جمهوری اسلامی ایران است. او در جریان وقایع پس از انتخابات دهم ریاست جمهوری در ایران، مواضع تندی علیه دولت و حاکمیت گرفت و نظریات و تعابیری از ولایت فقیه ارائه نمود که با دیدگاه رسمی حکومت در این خصوص مغایرت داشت. او در انتخابات ریاست جمهوری سال ۱۳۸۸ از حامیان میرحسین موسوی و مهدی کروبی و در انتخابات ریاست جمهوری ۱۳۹۲ و ۱۳۹۶ هم از حامیان حسن روحانی بود.

## تحصیلات
او در روستایی آق‌بلاغ حومه در دهستان زنجان‌رود بالا در ۲۵ کیلومتری شهر زنجان زاده شد است. خانواده او که از راه کشاورزی تأمین می‌شد، خانواده متوسطی به‌شمار می‌رفت. در مکتبخانه روخوانی قرآن، گلستان سعدی، تاریخ معجم و بعضی از دیگر کتب ادبیات فارسی را فراگرفت و در ۱۳ سالگی به شهر زنجان رفت و در حوزه علمیه زنجان برای ۶ سال به تحصیل پرداخت. در ۱۹ سالگی به قم رفت و در حوزه علمیه قم نزد اساتیدی چون سید محمد حسین طباطبایی، مرتضی حائری یزدی، کاظم شریعتمداری، سید روح‌الله خمینی، میرزا هاشم آملی، محقق داماد، حسینعلی منتظری، محمد علی اراکی، محمد مفتح، مرتضی مطهری و محمداسماعیل صائنی زنجانی ادامه تحصیل داد.

## فعالیت سیاسی
تا پیش از انقلاب ایران (۱۳۵۷)، بارها به دلیل فعالیت سیاسی ممنوع‌المنبر شده و در زندان کمیته مشترک ضدخرابکاری و زندان قصر محبوس گردید.

### پس از انقلاب
پس از پیروزی انقلاب اسلامی به عضویت حزب جمهوری اسلامی درآمد و مدتی نیز به کار قضاوت پرداخت. سپس وارد بدنه قانونگذاری و اجرائی کشور شد و با رأی مردم ماه‌نشان، از توابع استان زنجان، به دورهٔ اول مجلس شورای اسلامی راه یافت و در دوره‌های دوم و سوم مجلس شورای اسلامی نیز نماینده مردم زنجان و طارم بود. او از اعضا و مؤسسان مجمع روحانیون مبارز، مجمع محققین و مدرسین حوزه علمیه قم و مجمع نمایندگان ادوار مجلس به‌شمار می‌رود.
با پایان کار مجلس سوم، بیات زنجانی مجدداً فعالیت‌های علمی خود در حوزه علمیه را ادامه داد و به تدریس درس خارج فقه و اصول پرداخت. همزمان، با ارائه دو پایان‌نامه در مقام استادیاری دانشگاه نیز به فعالیت علمی پرداخت. با این‌حال در سال ۱۳۸۳ وزارت فرهنگ و ارشاد اسلامی از انتشار رساله توضیح المسائل بیات زنجانی جلوگیری کرد.

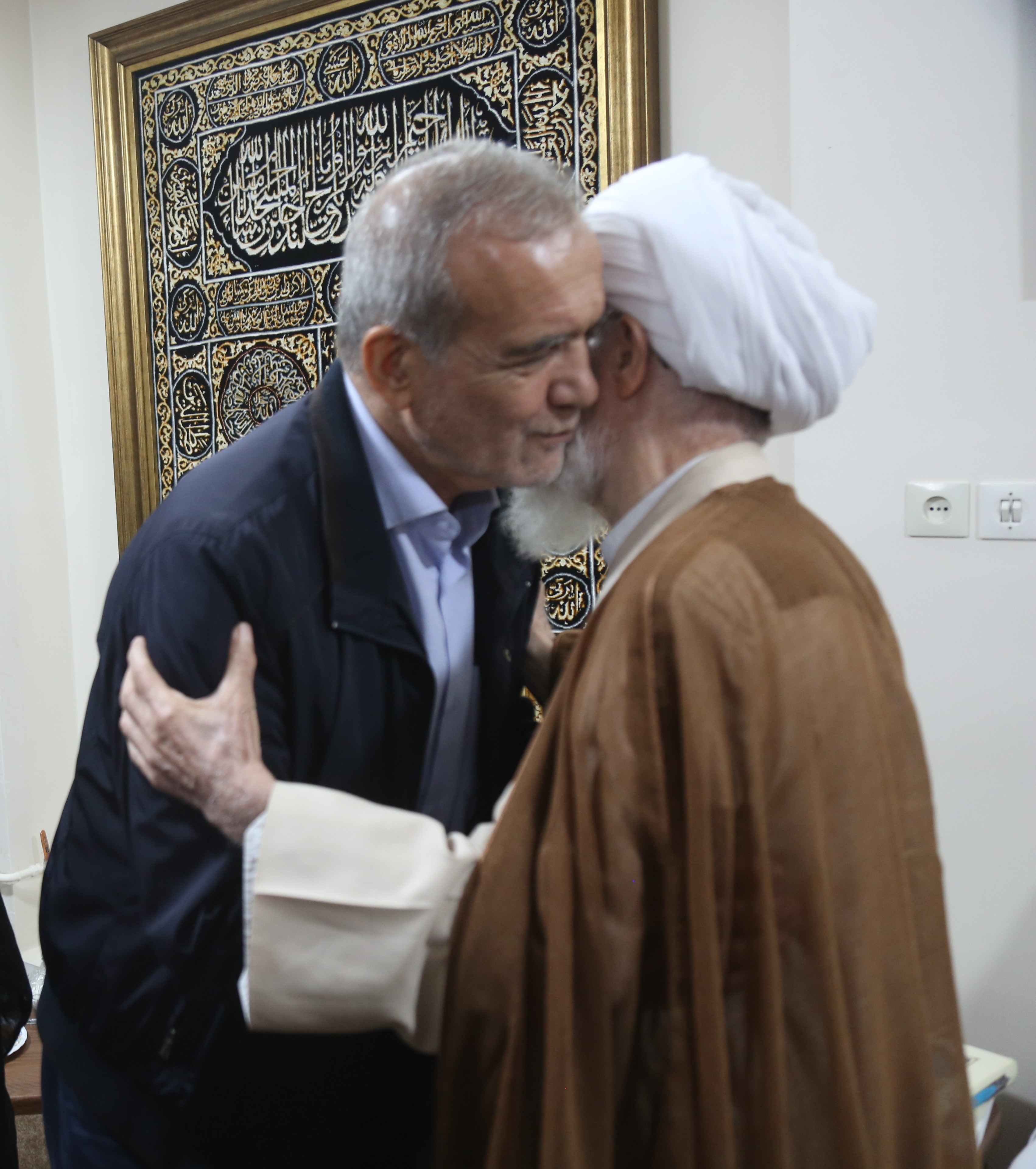
دیدار مسعود پزشکیان با اسدالله بیات زنجانی

### موضع‌گیری‌های سیاسی
بیات زنجانی در حوادث پس از انتخابات ریاست جمهوری ۱۳۸۸، نسبت به جنبش سبز موضع حمایت اتخاذ کرد و در این راستا با میرحسین موسوی دیدار داشت. در پی تظاهرات گسترده جنبش در روز عاشورا، برخی از مسئولان نظام جمهوری اسلامی شرکت‌کنندگان در این تظاهرات را آشوبگر و محارب نامیدند. در واکنش به این موضوع بیات زنجانی با انتقاد از «محارب» خواندن معترضان از سوی مقام‌های جمهوری اسلامی، گفت کسانی محارب هستند که «مردم را به خاک و خون کشیده‌اند.» او در دیدار با شورای مرکزی و شورای عمومی انجمن اسلامی دانشکده حقوق دانشگاه تهران، گفت که نمی‌توان کسانی که «با دست خالی آمده و فقط و فقط به رویه یا رفتاری اعتراض» دارند را محارب نامید.
در شهریور ۸۸، بیات زنجانی خواستار قصاص عاملان قتل‌های پس از انتخابات آن سال و عذرخواهی مسئولان حکومت جمهوری اسلامی از مردم ایران شد.
سایت او در تاریخ در ۱۰ مهر ۱۳۸۹ فیلتر شد اندکی بعد دفتر او در ۱۲ مهر ۱۳۸۹ با یک اطلاعیه شدیداللحن به انتقاد از این موضوع پرداخت. مدتی بعد از دیدار او با مهدی کروبی نیز جلوگیری شد.
او در واکنش به اعتراضات صورت گرفته به سید حسن خمینی در چهارده خرداد ۸۹، نامه‌ای دلجویانه به وی نوشت. او همچنین حمله کنندگان به مسجد علی‌محمد دستغیب را تلویحاً به محاربه با خدا متهم نمود.
اسدالله بیات زنجانی، مرجع تقلید شیعه در واکنش به درگذشت مهسا امینی و حوادث اخیر مربوط به گشت ارشاد و مبارزه با بدحجابی اطلاعیه‌ای منتشر کرد و گفت که گشت ارشاد و مجموعه رفتارها و وقایعی که موجب این اتفاق ناگوار و تأسف‌برانگیز شده هم غیرقانونی است، هم غیرعُقلایی است و هم نامشروع.

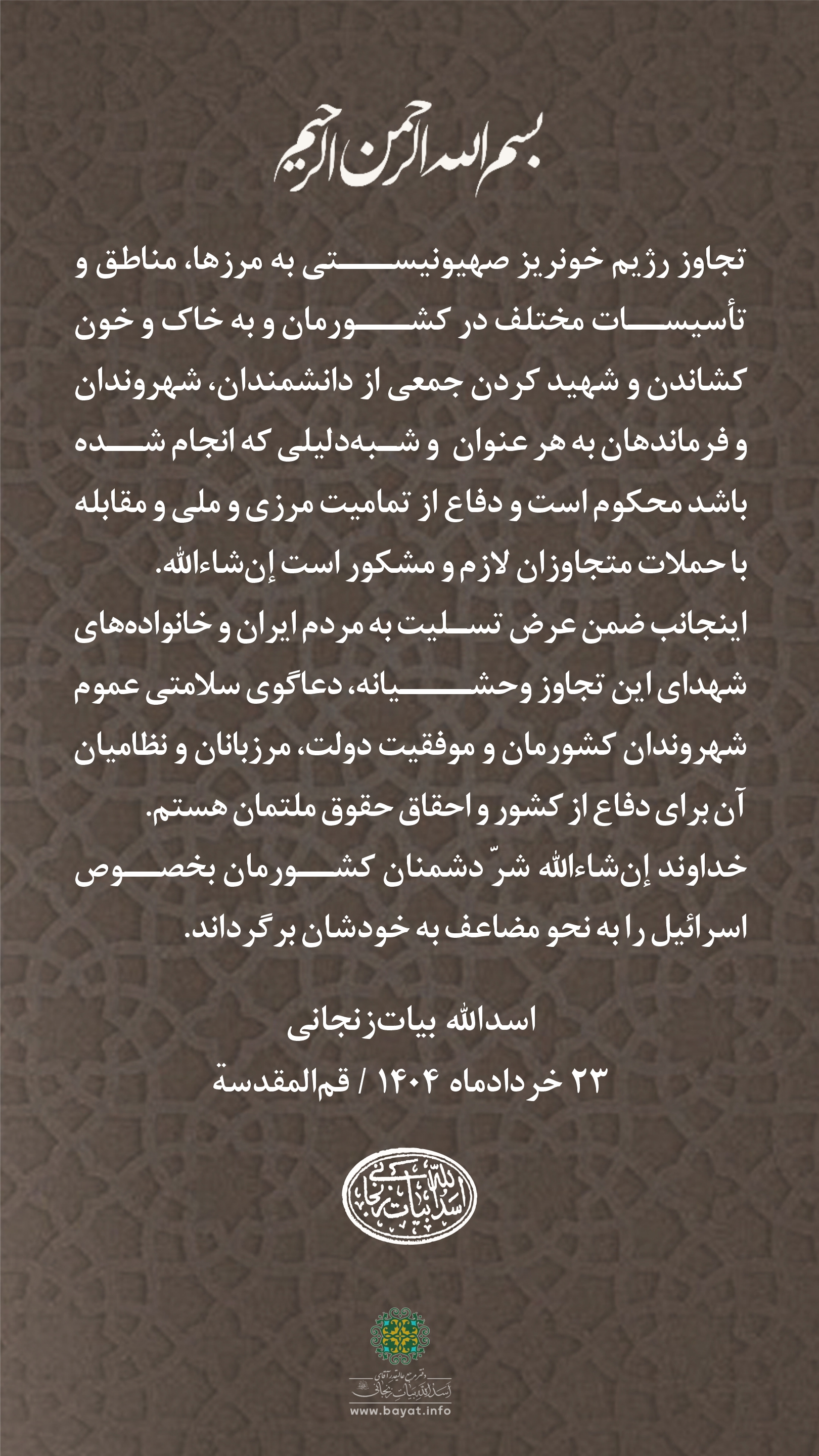

وی در واکنش به تجاوز اسرائیل به مرزهای ایران در تاریخ 23 خرداد 1404طی پبامی این اقدام را شدیدا محکوم کرد.

## دیدگاه‌های فقهی

#### حکومت
بیات زنجانی به مردمسالاری اعتقاد داشته و معتقد است که دموکراسی واقعی را باید طوری پیاده کرد که افراد منتخب، نماینده حقیقی مردم باشند. او همچنین حکومت خودکامه را سرآغاز شرک به معبود می‌داند.

##### ولایت فقیه
اودر جواب پرسش یکی از مقلدان خود دربارهٔ ولایت فقیه گفته‌است:
اصل ولایت فقیه امری سیاسی و فقهی و مورد اختلاف بین فقیهان است و اگرچه به نظر صحیح می‌آید لیکن نه خودش اصل دین و نه انکارش کفرآور و فسق است. کسانی که غیر از این را می‌گویند نیز اهل بدعت بوده و از باب نهی از منکر باید آنان را طرد کرد و اگر عالمی نیز اینگونه حرف بزند، موجب سلب عدالتش می‌شود و پشت سر او نمی‌شود نماز خواند.

##### فتوایی در مورد روزه
اسدالله بیات زنجانی در فتوایی تازه، آب نوشیدن را در شرایطی خاص برای روزه داران جایز دانسته و آن را چنین ابراز داشته‌است: «با استناد به موثقه عمار و روایت مفضل ابن عمر از امام صادق (ع) که در باب ۱۶ وسایل الشیعه از ابواب «من یصح منه الصوم» آمده‌است، کسانی که روزه می‌گیرند ولی تاب و تحمل تشنگی را ندارند، فقط به اندازه‌ای که جلوی تشنگی شان را بگیرد می‌توانند آب بنوشند و در این حالت روزه‌شان باطل نبوده و قضا هم ندارد.»
این فتوا، مخالفت‌های زیادی را از ناحیه برخی مراجع و پاره‌ای از شخصیت‌های علمی حوزه علمیه به دنبال داشت. عمده دلیل این مخالفان، مخالفت این نظریه با اجماع فقهاء چه در زمان گذشته و چه در حال حاضر بود. در این میان، البته برخی پا را فراتر نهاده و آن را قیاس فقهی دانستند که در روایات شیعی، از عمل شیطان شمرده شده‌است.
مخالفان با این نظریه، اکثراً وارد بحث علمی نشده و به بررسی سندی و دلالی دو حدیث مورد استدلال وی نپرداختند، بلکه به مخالفت فتوای وی با اجماع فقهاء پیشین بسنده نمودند.
دربارهٔ این فتوا سید رضا برقعی مدرس، استاد سطوح عالی حوزه علمیه، ضمن اینکه اظهار داشته مشابه چنین نظراتی در فقه بسیار است، این حکم در راستای اجرای وظیفه شرعی مکلف اعلام شده‌است و نباید از چنین احکامی تفسیر غلطی داشت؛ افزود: «به‌طور مثال ما حکمی به نام ذوالعطاش داریم یعنی کسی که بسیار عطشان است. این فرد می‌تواند با رعایت جوانب روزه داری آب به قدر رفع عطش بنوشد و روزه او صحیح هم خواهد بود.» وی گفت: «صدور چنین فتوایی شجاعت و تهور می‌خواهد… دین اسلام دین سخت و جمودی نیست. آیت‌الله زنجانی در صدور چنین حکمی پا را فراتر از حکم منصوص گذاشته و آن هم برای این است که مکلف بتواند وظیفه‌اش را انجام دهد.»

##### در خصوص DNA
وی انجام آزمایش DNA را برای اثبات رابطه پدر و فرزندی قابل استناد ولی برای اجرای زنای محصنه غیرقابل استناد می‌داند.

##### فتوایی تازه در خصوص نجاست چرم‌ وارداتی
در پاسخ به فتوایی با این مضمون که چرم طبیعی‌ای که از کشورهای غیرمسلمان وارد می‌شود به دلیل عدم احراز تذکیه چه حکمی دارد این‌گونه پاسخ می‌دهد:
فرض سؤال از موارد شبهه موضوعیه است نه شبهه حکمیه و همانطوری که در جلد هفتم کتاب دراسات فی علم الأصول مفصلا توضیح داده ام، به دو دلیل محکوم به طهارت است. اول به این دلیل که مراودات و ارتباطات عمیقی که امروز بر روابط تجاری دنیا حاکم است، بدون تردید ذبیحه های مسلمین صرفا در میان مسلمین گردش نمی کند بلکه در سراسر دنیا مورد بهره برداری و استفاده قرار می گیرد. بنابراین علم اجمالی بر عدم تذکیه چرم خاص از بین رفته است و نمی توان اصاله عدم التذکیه را مثل گذشته جاری دانست و می توان گفت موضوع تغییر کرده است بنابراین حکم نیز تغییر می کند.
ودر پرسش دیگر مربوط به این موردکه اگر چرم طبیعی وارداتی در بازار مسلمین به فروش برسد،سوق مسلم و احتمال تذکیه مقدم براصاله عدم تذکیه میشود یا خیر و چرم مذکور نجس است؟
که چنین پاسخ می‌دهد: در فرض دوم سؤال سوق مسلمین مطرح شده و اماره است و مقدم بر هر شک و استصحاب.

##### درباره‌ی جواز شهادت فرزند علیه پدر
او در خوانشی خلاف اجماع مشهور فقها اقامه‌ی دعوای فرزند علیه پدر را مجاز می‌داند. او همچنین درباره‌ی دلیل رد این اجماع می‌گوید که این اجماع مدرکی است و از آن جایی که روایت مجاز بودن و نبودن این امر زیاد هستند و با هم متناقض‌اند پس قابل استناد نیستند. او همچنین روایاتی را که بر عدم اجازه‌ی این امر تاکید دارند را به دلیل تعارض با آیات قرآن رد می‌کند. [«آشنایی با مبانی فقهی مرجع عالیقدر آقای اسدالله بیات زنجانی؛ شهادت فرزند علیه پدر پذیرفته می شود».]

##### عدم مشروعیت کودک‌همسری
اسدالله بیات زنجانی در فتوایی کودک‌همسری را مشروع نمی‌داند. او در سیر استدلاالی خود این امر را این‌گونه صورت‌بندی می‌کند:
اگر زن و مرد در ازدواج به دنبال سکونت و آرامش‌اند در کودک‌همسری این امر حاصل نمی‌شود و اگر به دنبال لذت‌بردن و تمتع‌اند؛ این بهره‌وری و لذت‌جویی از کودک از اساس عقلانی نبوده و با عدالت اسلامی منافات دارد.

## آثار

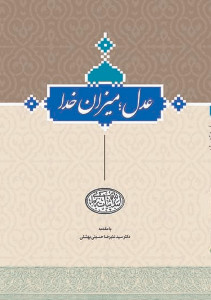
عدل میزان خدا

- دراسات فی علم الاصول[۲۴]
- الفقه الارقی (جمعاً در ۸ جلد)[۲۵]
- درآمدی بر خودسازی[۲۶]
- منابع مالی دولت اسلامی[۲۷]
- انسان در قرآن[۲۸]
- اصول عقاید توحید[۲۹]
- نظام سیاسی اسلام[۳۰]
- عدل میزان خدا[۳۱]
- القرآن فی القرآن[۳۲]

## شرکت کنندگان در کلاس‌ها
محسن میردامادی، محمدرضا عارف و محمدرضا خاتمی در کلاس‌های شرح منظومه وی که همزمان در دوره اول مجلس شورای اسلامی برگزار می‌شد شرکت داشته‌اند. همچنین سعید حجاریان در کلاس‌های البدایة و النهایة وی و داوود دانش جعفری در جلسات درس اخلاق وی شرکت داشته و غلامرضا کرباسچی کفایه و مکاسب را نزد وی آموخته‌است.